# Bernart Arnaut d'Armagnac
Bernart Arnaut d'Armagnac o Bernard Arnaud (... – 1226) è stato un trovatore e dal 1217 Conte d'Armagnac in opposizione a suo fratello, Gerald V, titolo ereditato da Gerald IV, il quale non aveva avuto figli.
Bernart e Gerald erano entrambi figli di Bernard de Fézensaguet.
Prima del 1217, di tanto in tanto, Bernart Arnaut aveva avuto una corrispondenza letteraria con la trobairitz Lombarda. La storia (razó) di questo scambio (tenzone) viene descritta nella vida di Lombarda. Bernart, dopo aver visitato Lombarda e fatta amicizia con lei, la lascia (probabilmente a Tolosa) senza vederla nel frattempo, allorché le spedisce la sua canzone Lombards volgr'eu eser per Na Lombarda. Lombarda gli risponde con Nom volgr' aver per Bernard Na Bernarda. Bernart così inizia a prendere il nome "Lombards" in onore della sua signora; Lombarda risponde chiamando sé stessa "Bernarda". Questo loro scambio ha ispirato a molti una lettura femminista. Se l'"appropriazione" del nome della sua amica da parte di Bernart viene considerata come una mossa patriarcale per sussumere l'identità della donna nel suo uomo, allora la risposta di Lombarda sarà vista come un'asserzione del suo individualismo.
Nel suo componimento poetico, Bernart fa inoltre riferimento a Jordan III de L'Isle-Jourdain.